# Satjendra Nat Bose
Satjendra Nat Bose [šaténdra nát bóze] (bengalsko সত্যেন্দ্র নাথ বসু), indijski fizik in matematik, * 1. januar 1894, Kalkuta, Indija, † 4. februar 1974, Kalkuta.
Bose je najbolj znan po svojem delu v kvantni mehaniki v zgodnjih 1920-ih, ko je položil temelje Bose-Einsteinove statistike in teorije Bose-Einsteinovega kondenzata. Po njem se imenujejo osnovni delci bozoni.
1. ↑  data.bnf.fr: platforma za odprte podatke — 2011.
2. 1 2  MacTutor History of Mathematics archive — 1994.
3. ↑  Бозе Шатьендранат // Большая советская энциклопедия: [в 30 т.] — 3-е изд. — Moskva: Советская энциклопедия, 1969.
4. ↑  Encyclopædia Britannica